# Shixing (langue)
Le shixing (autonyme ʂɪ̘55hĩ55, chinois : 史兴, 旭米 ; pinyin : Shǐxīng, Xùmǐ) est une langue tibéto-birmane parlée  en Chine, dans le sud-ouest du Sichuan par environ 1 800 Shixing.

## Classification interne
Le shixing appartient au groupe des langues qianguiques à l'intérieur de la famille des langues tibéto-birmanes. À l'intérieur de ce vaste groupe, il est rattaché aux langues naïques.

## Phonologie
Les tableaux présentent les phonèmes vocaliques et consonantiques de la variété de shixing parlée dans le xian de Muli, situé dans la préfecture de Liangshan.

### Voyelles
|         | Antérieure                          | Centrale          | Postérieure       |
| ------- | ----------------------------------- | ----------------- | ----------------- |
| Fermée  | i [i] ĩ [ĩ] ɪ [ɪ] ɪ̘ [ɪ̘] y [y] ỹ [ỹ] |                   | ʊ [ʊ] u [u] ũ [ũ] |
| Moyenne | ẽ [ẽ]                               | ɘ [ɘ] əɹ [əɹ]     | o [o] õ [õ]       |
| Ouverte | ɛ̃ [ɛ̃] æ [æ] æ̃ [æ̃]                   | ɜ [ɜ] a [a] ã [ã] | ɑ [ɑ] ɑ̃ [ɑ̃]       |

### Consonnes
|               |               | Bilabiales | Alvéolaires | Alvéolaires | Rétrofl.  | Alv.-pal. | Dorsales | Dorsales | Glottales |
| ------------- | ------------- | ---------- | ----------- | ----------- | --------- | --------- | -------- | -------- | --------- |
| Centrales     | Latérales     | Bilabiales | Vélaires    | Uvulaires   | Rétrofl.  | Alv.-pal. |          |          | Glottales |
| Occlusives    | Sourde        | p [p]      | t [t]       |             |           |           | k [k]    | q [q]    | ʔ [ʔ]     |
| Occlusives    | Aspirées      | ph [pʰ]    | th [tʰ]     |             |           |           | kh [kʰ]  | qh [qʰ]  |           |
| Occlusives    | Sonore        | b [b]      | d [d]       |             |           |           | g [g]    |          |           |
| Fricatives    | sourdes       |            | s [s]       | ɫ [ɫ]       | ʂ [ʂ]     | ɕ [ɕ]     | x [x]    | χ [χ]    | h [h]     |
| Fricatives    | Sonore        |            | z [z]       |             | ʐ [ʐ]     | ʑ [ʑ]     |          | ʁ [ʁ]    | ɦ [ɦ]     |
| Affriquées    | Sourdes       |            | ts [t͡s]     |             | tʂ [t͡ʂ]   | tɕ [t͡ɕ]   |          |          |           |
| Affriquées    | Aspirées      |            | tsh [t͡sʰ]   |             | tʂh [t͡ʂʰ] | tɕh [t͡ɕʰ] |          |          |           |
| Affriquées    | Sonores       |            | dz [d͡z]     |             | dʐ [d͡ʐ]   | dʑ [d͡ʑ]   |          |          |           |
| Liquides      | Liquides      |            | r [r]       | l [l]       |           |           |          |          |           |
| Nasales       | Simples       | m [m]      | n [n]       |             |           | ɳ [ɳ]     | ŋ [ŋ]    |          |           |
| Nasales       | Dévoisées     | m̥ [m̥]      | n̥ [n̥]       |             |           |           |          |          |           |
| Semi-voyelles | Semi-voyelles | w [w]      |             |             |           | j [j]     |          |          |           |

### Tons
Le shixing est une langue tonale qui possède quatre tons dont les valeurs sont 55, 53 et 35 et 33(31),.
| la⁵⁵         | tigre                |
| ʁʊ³³xi⁵³     | oreiller             |
| ʐu³⁵         | singe                |
| bu⁵³hĩ³³     | rein                 |
| wuɜ⁵³khɘ³³   | gencive              |
| dʑi³³tɕhæ⁵⁵  | lever la main        |
| mu³³ʐõ⁵⁵bɜ³³ | détruire, exterminer |

## Sources
- (zh) Huang Bufan (éditeur), Xu Shouchun, Chen Jiaying, Wan Huiyin, 1992,《藏缅语族语言词汇》 (Un lexique tibéto-birman), Pékin, 中央民族大学出版社 (Presses de l'Université Centrale des Minorités)  (ISBN 7-81001-347-5),  (ISBN 9787810013475)